# «Планета Полин» (збірка есеїв)
«Планета Полин» ― збірка есеїв української письменниці Оксани Забужко, які вона написала з кінця 90-х і закінчуючи 2020 роком. Збірку есеїв видало видавництво «Комора» 2020 року. 

## Структура збірки
«Планета Полин» містить чотирнадцять есеїв, що вміщені в три розділи. Кожна частина, як каже сама письменниця, розкриває «портретну галерею» суспільства на тлі різних епох.  
Перший розділ містить п'ять есеїв та показує «жіночий портрет» епохи, розкриває життя таких постатей, як Соломія Павличко, Софія Яблонська, Катерина Білокур, Ольга Токарчук та інші.
Другий розділ містить шість есеїв та розкриває «чоловічий портрет» цієї епохи. Героями есеїв Оксани Забужко стали Юрій Шевельов, Іван Забужко, Леонід Плющ та інші інтелектуали.
Третій розділ містить три есеї та висвітлює парадигму «колективного», проблему постчорнобильської генерації, побудови нової держави. 

## «Жіночий портрет»
Перший розділ збірки складається з таких есеїв:
- Право на історію: Дві слові до «Казки про калинову сопілку»;
- Катерина, або Філософія мовчазного бунту: конспект до ненаписної біографії;
- Час деміургинь;
- Ефект присутности: спогад про Соломію Павличко.

Оксана Забужко об'єднала під одним розділом історії різних жінок різних професій і навіть різних країн (так однією з героїнь есеїв є Ольга Токарчук ― польська письменниця та лауретка Нобелівської премії). Ще однією героїнею цього розділу, а саме есею «Право на історію: Дві слові до «Казки про калинову сопілку», є так звана «анонімка», що була прототипом сестри-убивці цього тексту. 

У своєму інтерв'ю для «Суспільне Культура» Оксана Забужко розповіла про важливість постаті Софії Яблонської у своїй збірці «Планета Полин»:
«Там є текст про Софію Яблонську, досі не друкований в Україні й написаний спеціально на замовлення музею Д’Орсе для збірника «300 жінок в історії фотографії всіх часів і народів». Щоправда, музей негайно заличкував її, згадавши, що вона була й французькою громадянкою, тому може бути трактована як французька фотографиня. Вони її позначають як Софія Яблонська-Уден. Це смішно, бо вона друкувала свої фотографії під іменем Софія Яблонська, тому мені хочеться спеціально наголосити, що не треба звикати називати її Софією Яблонською-Уден тільки тому, що французи вирішили її поставити собі на п’єдестал».
Крім того, так само відповідально Оксана Забужко підійшла до розкриття героїні Соломії Павличко в есеї «Ефект присутности: спогад про Соломію Павличко». Ось так про неї писала есеїстка:
«Мертві від її доторку воскресали й приєднувались до живих. У нормальних, не оголомшених історією націй саме такий діалог і зветься культурою…»

## «Чоловічий портрет»
Другий розділ «Планета Полин» містить шість есеїв:
- Повернення до Ґрацу;
- Ваш дєдушка, Ю.Ш.;
- Прощання з імперією. Портрет із постскриптумом;
- Пам'яті проклятих поетів;
- Коротка історія рок-н-ролу по-українськи;
- Політ над гніздом зозулі завдвожки в пів століття;

У цьому розділі Оксана Забужко ще більше розгортає тему спротиву, глобальних змін на тлі нової епохи тощо. Так, вона порушує тему шістдесятництва в есеї про Леоніда Плюща. У есеї «Прощання з імперією. Портрет із постскриптумом» письменниця віддає пам'ять Бродському. 

Ще одним важливим героєм «Планети Полин» є Юрій Шевельов. Ще в передмові Оксана Забужко пише: 
«...я можу достеменно вказати на тих, у кого свого часу вчилася, притомно й цілеспрямовано: це Джорж Орвелл, Вірджинія Вульф та Юрій Шевельов». 
До того ж, для «Суспільне Культура» письменниця зазначала:
«Він [Ваш дєдушка, Ю.Ш.] написаний на замовлення Лундського університету в Швеції як передмова до збірника пам'яті Шевельова, котрий готується славістичним відділом. Це версія, якої українці не читали і не бачили, узагальнюючий мемуар про Шевельова і те, що він означав для мого покоління в діалозі “розстріляного відродження”, представником якого він прийшов до нас у 90-ті». 

## «Колективний портрет»
Останній, третій розділ «Планети Полин» містить три есеї:
- Тема з варіаціями на три теледії, з трьома інтерлюдіями та епілогом;
- Озираючись уперед;
- Планета Полин: Довженко ― Тарковський ― фон Трієр, або про дискурс нового жаху

Останні три есеї цієї збірки сфокусовані на темі переживання спільного досвіду єдиною ґенерацією. Ганна Улюра, українська літературознавчиня, кандидатка філологічних наук, літературна критикиня пише про ці есеї наступне:
«У трьох «колективних» нарисах Забужко обмірковує досвід переживання «кінця історії», який випав на долю чорнобильської і постчорнобильських генерацій, досвіди покоління, яке засвідчило смерть імперії і народження держави. Це про саму історію, яка проворно дає відкоша першим двом групам «протестантів».
Особливу увагу літературознавчиня приділяє останньому есею збірки, який має однойменну назву ― «Планета Полин». Цей есей про Чорнобильську катострофу, про чорнобильське покоління, про те, як три абсолютно різні кінорежисери осмислювали апокаліпсис. Ганна Улюра зазначає у своїй рецензії ще й кілька важливих інтертекстів. Есей «Планета Полин: Довженко ― Тарковський ― фон Трієр, або про дискурс нового жаху» про втрати, які не можна доказати, про ті катастрофи, чиї втрати непомірні, але їх неможливо засвідчити. А також, що дуже важливо, про залежність одних поколінь від інших: щоб хтось міг існувати, хтось мусить існувати.

## Нагороди/номінації
- Книга року BBC в номінації «Есеїстика» (2020) [4]
- лонглист Літературної нагороди Центральної Європи «Анґелус» (2023)
- 10 найкращих книжок 2022 року за версією польського часопису Książki [5]